# Neopsyllia magnifrons
Neopsyllia magnifrons är en insektsart som först beskrevs av Crawford 1914.  Neopsyllia magnifrons ingår i släktet Neopsyllia och familjen rundbladloppor. Inga underarter finns listade i Catalogue of Life.